# Boussay (Indre e Loira)
Boussay è un comune francese di 253 abitanti situato nel dipartimento dell'Indre e Loira nella regione del Centro-Valle della Loira.

## Società

### Evoluzione demografica
Abitanti censiti